# Samson Siasia
Samson Siasia (Lagos, 1967. augusztus 14. –) nigériai válogatott labdarúgó, edző.

## Pályafutása

### Klubcsapatban
1982 és 1984 között a Julius Berger, 1985 és 1986 között a Flash Flamingoes, 1987-ben a El-Kanemi Warriors együttesében szerepelt. 1987-től 1993-ig a belga KSC Lokeren játékosa volt. 1993 és 1995 között a Nantes csapatában játszott Franciaországban és 1995-ben francia bajnok lett. Az 1995–96-os szezonban a FC Tirsense, 1996 és 1997 között a szaúdi Al-Hilal FC csapatában játszott. 1997 és 1998 között az ausztrál Perth Glory játékosa volt. 

### A válogatottban
1984 és 1999 között 51 alkalommal szerepelt a nigériai válogatottban és 16 gólt szerzett. Tagja volt az 1988. évi nyári olimpiai játékokon szereplő válogatott keretének és részt vett az 1994-es világbajnokságon, ahol a nigériaiak valamennyi csoportmérkőzésén kezdőként lépett pályára, az Olaszország elleni nyolcaddöntőben nem kapott lehetőséget. Részt vett az 1995-ös konföderációs kupán, az 1992-es afrikai nemzetek kupáján és tagja volt az 1994-es afrikai nemzetek kupáján aranyérmet szerző válogatott keretének is.

### Edzőként
2005 és 2007 között a nigériai U20-as, 2007 és 2010 között az U23-as csapat szövetségi edzője volt. A 2008-as pekingi olimpiai játékokon ezüstérmet szerzett. 2010 és 2011 között a nigériai válogatott szövetségi kapitánya volt. 2012 és 2013 között az indiai Durgapur csapatánál dolgozott. 2016-ban a nigériai U23-as válogatottal bronzérmet szerzett a Rio de Janeiróban rendezett 2016. évi nyári olimpiai játékokon. 

## Sikerei, díjai

### Játékosként
FC Nantes
- Francia bajnok (1): 1994–95

Nigéria
- Afrikai nemzetek kupája győztes (1): 1994

### Edzőként
Nigéria U23
- Olimpiai ezüstérmes (1): 2008
- Olimpiai bronzérmes (1): 2016